# Israel Tsvaygenbaum
Israel Tsvaygenbaum (em russo: Исраил Иосифович Цвайгенбаум; em inglês:  Israel Tsvaygenbaum) (Derbent, Daguestão, Rússia, 1 de fevereiro de 1961) é um artista russo-americano.

## Biografia
Israel Tsvaygenbaum é um artista que já expôs na Rússia e nos Estados Unidos. Uma série de suas obras estão no Museu de Artes imitativa, Derbent. Outros trabalhos podem ser vistos em coleções particulares em nove países, incluindo Áustria, Bulgária, Inglaterra, França, Holanda, Israel, Rússia e os EUA.
Tsvaygenbaum nasceu na cidade russa de Derbent, uma das cidades mais antigas do mundo. A população é predominantemente muçulmana, mas há também famílias judaicas que residem lá. Tsvaygenbaum pais são judeus. Seu pai, de Będzin, Polônia, fugiu para a União Soviética durante a Segunda Guerra Mundial Tsvaygenbaum mãe nasceu na União Soviética. Ela é um judeu de Montanha.
A cultura e dinâmica de vida da área onde Tsvaygenbaum cresceu e sua origem judaica são refletidas em suas pinturas. O jornal russo Izvestiya Derbentskie (em russo: Дербентские известия)escreveu uma vez sobre o trabalho do Tsvaygenbaum:
"O tema da solidão e melancolia é prevalente em muitas das pinturas, como Nostalgia, Solitário, Os Homens pregado, e outros. Este tema é inspirado em imagens de pai do artista , que é da Polônia. Em 1939, com a idade de 29, ele fugiu Polônia para escapar da peste marrom [nazistas]. Seus outros parentes foram mortos. A composição das imagens revela tristeza e melancolia."
Outro parágrafo no jornal diz:
"O paladar das cores nas pinturas é moderado e abafado. Esta é uma paleta de outono, em que o ouro do vidoeiro harmoniza com o cobre de folhas da árvore carvalho. O vermelho da árvore de bordo harmoniza com a escuridão da nua ramos."
De 1976 a 1980 Tsvaygenbaum estudou arte na faculdade Izberbash, Izberbash, Daguestão, Rússia. Em 1991, ele completou seu mestrado em Belas Artes na Universidade do Estado Kuban Krasnodar, da Rússia. Tsvaygenbaum organizado Coloração,  uma associação de artistas, em Derbent em 1986. Coloração teve mostras de arte em Derbent e na Galeria de Arte em Mahackala, no Daguestão, na Rússia. 
Em Novembro de 1993 e Abril de 1994 Tsvaygenbaum teve seus últimos dois shows na Rússia. Ambos os shows foram duas exposições individuais realizadas em Moscou, o primeiro na East Gallery, ea segunda, Rhapsody judaica, na Casa Central do Artista em Krymsky Val. O artista Rhapsody judaica dedicado a seu pai.
Em julho de 1994, Israel Tsvaygenbaum e sua família deixaram a Rússia porque tinha se tornado muito perigoso para a sua família para continuar a viver na república do Daguestão. Atualmente, ele é residente de Albany, Nova Iorque. No Tsvaygenbaum EUA continuou a trabalhar com óleo sobre tela. Suas pinturas continuam a retratar os temas universais e judaica, mas visivelmente, sua paleta mudou de marrons a amarelos.
Em 25 de dezembro de 2016 na Europa e em Israel e em 15 de janeiro de 2017 nos EUA, a RTVi transmitiu uma entrevista com Tsvaygenbaum no programa “Em Nova York com Victor Topaller”, onde o artista falou sobre sua obra, vida e pessoas interessantes que ele encontrou em sua vida.
Em 2016, Tsvaygenbaum foi um autor convidado do livro "Essa cidade existia. Derbent". O livro foi publicado em russo. Ele incluiu contos de sua infância em sua cidade natal Derbent.
Em 2018, Tsvaygenbaum foi o autor convidado de outro livro "Orgulhoso, feliz e grato por ser judeu". Foi publicado nos EUA em inglês. Seus contos no livro foram rotulados como "Memórias: O Judaísmo em Minha Vida".
Em 2023, Tsvaygenbaum publicou nos EUA em inglês suas memórias "Minha Memória Secreta" (em inglês:  "My Secret Memory"). O livro de memórias do artista é baseado em suas memórias e experiências que inspiraram algumas de suas obras de arte. Dá ao leitor uma janela para a vida do artista e das pessoas que foram importantes para Tsvaygenbaum e impactantes em sua vida. O livro apresenta 35 obras de arte do artista.

## Assinatura do artista
Tsvaygenbaum assina seus quadros com seu primeiro nome em em hebraico:  ישראל, ou em uma versão abreviada do em hebraico:  יש, exceto para as pinturas Menino levando o anjo cego (1997) e Flor (1998), onde ele assinou em Inglês como Tsvaygenbaum. Seu nome está escrito no canto esquerdo ou direito. Ele escreve os títulos dos quadros na parte de trás da tela. Títulos anteriores foram escritos em russo, e os produzidos depois de emigrar para os Estados Unidos em 1994, são escritos em Inglês.

## Família
Tsvaygenbaum é casado com Katerina Tsvaygenbaum, filha do historiador russo Yagutil Mishiev. Eles têm três filhas: Mirvari, Raisa e Esther.

## Galeria

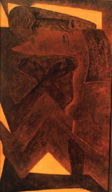
Os Homens pregado (1991)
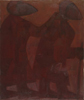
Os cegos homens (1992)
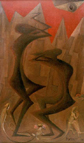
A Dança Penitência (1992)
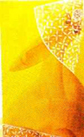
Uma Noiva (1993)
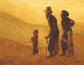
A Maneira (1997)
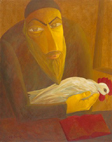
O Shochet com Galo (1997)
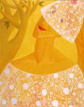
Uma Noiva I (1997)
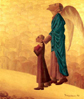
Menino levando o anjo cego (1997)
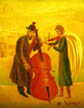
Dueto (2000)
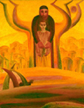
Abraão e Isaque (2001)
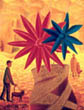
O Jarra de Ouro (2001)
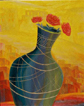
Rosas (2002)